# Walther Hewel

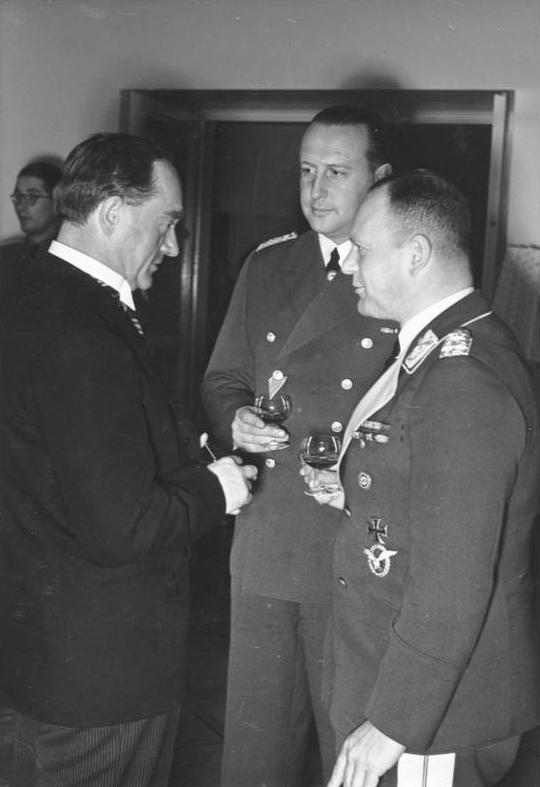
Walther Hewel (au centre) avec Oswald Pirow (à gauche) et Erhard Milch (à droite) en 1938

Walther Hewel, né à Cologne le 2 janvier 1904 et mort le 2 mai 1945, était un diplomate allemand avant et pendant la Seconde Guerre mondiale. 
Il était l'un des amis proches d'Adolf Hitler.

## Jeunesse
Walther Hewel naquit en 1904 à Cologne où son père, Anton, dirigeait une usine de cacao. Quand ce dernier mourut en 1913, sa mère, Elsa, continua de diriger l'usine.
Encore adolescent à l'époque, Hewel était l'un des premiers membres du parti nazi.
Diplômé en 1923, il étudia à l'Université technique de Munich. La même année, il participe au putsch de la Brasserie. Après la condamnation d'Hitler pour trahison, Hewel séjourna dans la prison de Landsberg avec lui et, pendant plusieurs mois, se comporta comme son valet.
Après le putsch, Hewel travailla pendant plusieurs années comme vendeur et planteur de café pour une entreprise britannique aux Indes orientales néerlandaises (actuelle Indonésie). Là-bas, Hewel organisa la branche locale du parti nazi avec d'autres expatriés allemands. En 1937, le parti avait établi des filiales à Batavia, Bandung, Semarang, Surabaya, Medan, Padang et Makassar.

## Travail avec l'Allemagne nazie
Durant les années 1930, Hewel retourna en Allemagne où il fut nommé au service diplomatique du pays puis envoyé en Espagne. Le journaliste James P. O'Donnell a fait remarquer que, pendant cette période, Hewel était certainement un agent de l'Abwehr.
En 1938, Hitler rappela Hewel en Allemagne. C'est à ce moment-là qu'il renoua son amitié avec le dictateur.
Hewel servit comme diplomate à l'Office des Affaires étrangères d'Allemagne et, le 15 mars 1939, retranscrit la conférence entre Hitler et le président tchèque Emil Hácha.
Il se suicide à Berlin le 2 mai 1945, peu après avoir quitté le Führerbunker.